# Buire-sur-l'ancre Communal Cemetery
Buire-sur-l'ancre Communal Cemetery is een begraafplaats gelegen in de Franse plaats Buire-sur-l'Ancre (Somme). De militaire graven worden onderhouden door de Commonwealth War Graves Commission.
De begraafplaats telt 6 geïdentificeerde Gemenebest graven uit de Eerste Wereldoorlog.